# NGC 4889

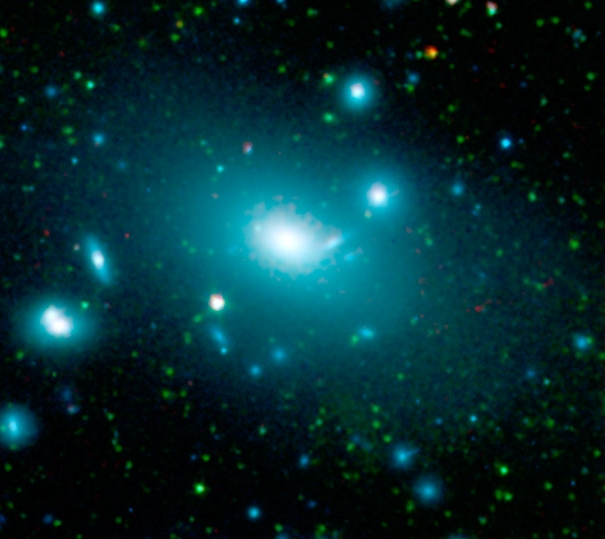
NGC 4889 (Sloan Digital Sky Survey, Spitzer Space Telescope)

NGC 4889 (nota anche come C 35) è una galassia ellittica visibile nella costellazione della Chioma di Berenice.
Si tratta di una galassia ellittica supergigante di classe E4; in un telescopio da 120 mm di apertura si può scorgere come una macchia ovale priva di dettagli significativi. In cielo si trova molto vicina alla stella β Comae Berenices e alla galassia NGC 4874, nei pressi del polo nord galattico; si trova a circa 250 milioni di anni luce. L'ammasso di galassie di cui fa parte, l'Ammasso della Chioma, si allontana da noi alla velocità di circa 7000 km/s,, mentre NGC 4889 si allontana alla velocità di 6495 km/s.
Nel dicembre del 2011 è stato scoperto all'interno di questa galassia un buco nero la cui massa è stata stimata come maggiore di 10 miliardi di masse solari, probabilmente attorno a 21 miliardi; si tratta del buco nero più massiccio che è stato possibile osservare direttamente. Si sa da tempo che buchi neri di tale massa si nascondono all'interno dei quasar, mentre nelle galassie più vicine simili oggetti vengono osservati rarissimamente.